# 我经过风暴
《我经过风暴》（英語：The Woman in the Storm）是2023年8月17日在中国大陆上映的剧情片，导演和编剧是秦海燕，主演佟丽娅、吴昱翰，讲述了知识分子出身的女性徐敏经过丈夫长年累月的家暴和精神控制之后觉醒的故事。

## 演员
- 佟丽娅 出演 徐敏
- 吴昱翰 出演 陈均，徐敏的丈夫
- 王影璐 出演 李小萌，律师
- 姜瑞霖 出演 陈念念，徐敏、陈均儿子
  - 荣梓杉 出演 成年之后的陈念念
- 罗逸桥 出演 陈菲菲，徐敏、陈均的女儿
- 傅迦 出演 王震
- 艾丽娅 出演 陈均母亲
- 张宥浩 出演 武荣
- 谢欣华 出演 助手小许
- 黄璐 出演 柳楠
- 淳于珊珊 出演 李主任
- 金顺子 出演 徐敏母亲
- 李一锋 出演 徐敏父亲
- 项洪 出演 曹老师
- 张国庆 出演 陈均舅舅
- 毕远晋 出演 赵院长
- 常玉虎 出演 大春

## 曲目
| 曲序 | 曲目                     |              | 作曲     | 歌手   |
| ---- | ------------------------ | ------------ | -------- | ------ |
| 1.   | 《我经过风暴》（推广曲） | 詹青云、庞颖 | 陈抒妮   | 徐佳莹 |
| 2.   | 《娃娃》（片尾曲）       | 火星电台     | 火星电台 | 杨丞琳 |

## 发行
2023年8月17日，该片在中国大陆上映。

## 奖项荣誉
| 年份   | 颁奖礼                     | 奖项       | 入围者 | 结果 | 参考  |
| ------ | -------------------------- | ---------- | ------ | ---- | ----- |
| 2024年 | 第19届中国长春电影节金鹿奖 | 最佳处女作 | 秦海燕 | 獲獎 | [ 4 ] |